# Pseudophengodes roulini
Pseudophengodes roulini är en skalbaggsart som först beskrevs av Guerin-meneville 1843.  Pseudophengodes roulini ingår i släktet Pseudophengodes och familjen Phengodidae. Inga underarter finns listade i Catalogue of Life.